# Carlota Pereira de Queirós
Carlota Pereira de Queirós, née le 23 février 1892 à São Paulo et morte le 14 avril 1982 dans la même ville, est un médecin, femme politique et féministe brésilienne. Elle est la première femme élue députée (1934-1935 ; à l'Assemblée nationale constituante), prenant part à l'écriture de la Constitution de 1934.

## Biographie
Carlota était la fille de José Pereira de Queiroz et de Maria Vicentina de Azevedo Pereira de Queiroz. Elle venait d'une riche famille d'agriculteurs, du côté du père, et d'une famille consacrée à la politique, du côté maternel. Elle a été formée à la Faculté de Médecine de l'Université de Sao Paulo de 1920 à 1926. En 1929, elle a reçu une bourse du gouvernement de São Paulo pour étudier la diététique infantile dans des centres médicaux en Suisse. Elle a fondé l'Académie brésilienne des femmes médecins en 1950.

## Carrière politique
Elle a eu une participation précieuse à la révolution constitutionnelle de 1932 en luttant pour les idéaux démocratiques défendus par l'État de São Paulo.
En mai 1933, elle a été élue en tant que premier député fédéral dans l'histoire du Brésil. Elle a pris ses fonctions en 1934. Son objectif était de défendre les femmes et les enfants, elle a travaillé pour l'amélioration de l'éducation pour un meilleur traitement des femmes. Elle est l'auteur du premier projet sur la création de services sociaux et sur la création du Laboratoire de biologie des enfants.
Elle a également publié une série de travaux en défense des femmes brésiliennes.

## Publications
En plus de la politique, elle a travaillé comme écrivain et historienne.
- Estudos sobre o Câncer, 1926.
- Diário de um Tropeiro [Journal d'un soldat], 1937.
- Das Vantagens de generalização do exame hematológico e sua aplicação em medicina social [Les avantages de la généralisation du test hématologique et son application en médecine sociale], 1941.
- Um fazendeiro paulista no século XIX. Manoel Elpidio Pereira de Queiroz [Un paysan de Sao Paulo au XIXe siècle. Manoel Elpidio Pereira de Queiroz], São Paulo, Conselho estadual de cultura (coll. « Coleção história », no  3), , 1965, 205 p.
- Vida e morte de um capitão-mor [Vie et mort d'un capitaine], São Paulo, Conselho estadual de cultura (coll. « Coleção história », no  6), 1969, 373 p.